# Équipe cycliste Dare Gaviota
L'équipe cycliste Dare Gaviota est une équipe cycliste serbe créée en 2014 sous le nom de Keith Mobel-Partizan et ayant le statut d'équipe continentale depuis cette même année. Elle se nomme par la suite Dare Gobic puis Dare Viator Partizan.

## Principales victoires
- Tour d'Uruguay : Carlos Oyarzún (2015)
- Tour de Serbie : Charalampos Kastrantas (2017)
- Grand Prix d'Alger : Charalampos Kastrantas (2018)

## Classements UCI
Depuis sa création, l'équipe participe aux différents circuits continentaux et en particulier l'UCI Europe Tour. Le tableau ci-dessous présente les classements de l'équipe sur ces circuits, ainsi que son meilleur coureur au classement individuel.
UCI America Tour
| Saison | Classement par équipes | Meilleur coureur au classement individuel |
| ------ | ---------------------- | ----------------------------------------- |
| 2014   | 42e                    | Andreas Keuser (330e)                     |
| 2015   | 19e                    | Carlos Oyarzún (20e)                      |

UCI Asia Tour
| Saison | Classement par équipes | Meilleur coureur au classement individuel |
| ------ | ---------------------- | ----------------------------------------- |
| 2017   | 69e                    | Dušan Kalaba (196e)                       |

UCI Europe Tour
| Saison | Classement par équipes | Meilleur coureur au classement individuel |
| ------ | ---------------------- | ----------------------------------------- |
| 2014   | 114e                   | Luka Kotur (730e)                         |
| 2015   | 113e                   | Stefan Stefanovic (5e)                    |
| 2016   | -                      | -                                         |
| 2017   | 85e                    | Charálampos Kastrantás (299e)             |

## Dare Gaviota en 2018[1]

### Effectif
| Effectif 2018            | Effectif 2018     | Effectif 2018 | Effectif 2018     |
| Cycliste                 | Date de naissance | Pays          | Équipe précédente |
| ------------------------ | ----------------- | ------------- | ----------------- |
|                          |                   |               |                   |
| Source : ProCyclingStats |                   |               |                   |

### Victoires
| Victoires | Victoires | Victoires | Victoires | Victoires | Victoires |
| Date      | Course    | Pays      | Classe    | Vainqueur |           |
| --------- | --------- | --------- | --------- | --------- | --------- |